# حافظ سید ریاض حسین نجفی
حافظ سید ریاض حسین نجفی در سال ۱۹۴۱ در "چاه سیداں والاً بلوک علی پور از توابع مظفر گره به دنیا آمد. وی برادر زاده استاذ العلماء مولانا سید محمد یار نجفی است ایشان در محضر سید غلام قاسم شاه قرآن مجید را حفظ نمود وی در سال ۱۹۵۰ شروع به خواندن شرح لمعه و رسائل و شرح منظومه کرد و در سال ۱۹۵۷ به لاهور آمد، وی در جامع المنتظر از محضراستادانی مانند شیخ الجامعه مولانا اختر عباس نجفی و علامه سید صفدر حسین نجفی مدرس اعلای جامع المنتظر کسب فیض کرد و در نجف اساتید بزرگی مانند سید محسن الحکیم و سید روح‌الله خمینی درس خواند و در سال ۱۹۶۹ به جامع المنتظر لاهور برگشت و به تدریس پرداخت خداوند به او حافظه قوی عطا کرده‌است زیرا قرآن مجید را در مدت پانزده ماه حفظ کرد او با این ادعای اهل سنت که در شیعه حافظ قرآن وجود ندارد به مقابله برخاست و در چهار مناظره شرکت کرد.